# Jan Kozłowski (1929–1996)
Jan Kozłowski (ur. 25 maja 1929 w Popowicach, zm. 16 stycznia 1996 w Warszawie) – polski rolnik, działacz opozycji w PRL, senator I kadencji.

## Życiorys
Był absolwentem technikum budowlanego i mistrzem murarskim. W latach 1949–1971 pracował w przedsiębiorstwach budowlanych, od 1973 prowadził gospodarstwo rolne. W latach 1956–1957 należał do Polskiej Zjednoczonej Partii Robotniczej. W drugiej połowie lat 70. był wśród pierwszych chłopskich współpracowników Komitetu Obrony Robotników, działał w Tymczasowym Komitecie Niezależnego Związku Zawodowego Rolników i redakcji pisma niezależnego „Placówka”. W 1979 został skazany na karę dwóch lat pozbawienia wolności w procesie politycznym, uzyskał zwolnienie w związku z podpisaniem porozumień sierpniowych. W 1980 organizował struktury rolniczej „Solidarności”. W stanie wojennym został internowany na okres od 13 grudnia 1981 do 12 lipca 1982.
W latach 1989–1991 sprawował mandat senatora I kadencji z województwa tarnobrzeskiego. Na początku lat 90. działał w PSL „Solidarność”.

## Odznaczenia
Odznaczony pośmiertnie Krzyżem Wolności i Solidarności (2016).

## Życie prywatne
Syn Franciszka i Walerii. Był żonaty z Genowefą; miał pięcioro dzieci, w tym córkę Jolantę Różę Kozłowską.